# Fleur de lys (bateau)
Pour les articles homonymes, voir Fleur de lys (homonymie).
Fleur de lys est un voilier de série créé en 1969 pour les scouts marins par Roger Labbas, commissaire national marin des Scouts de France, en collaboration avec l'architecte naval Henri Garreta et le chantier naval Amiot à Dinan.

## Historique
Fleur de Lys a été créé en 1969 par les scouts marins des Scouts de France suite aux accidents de Damgan en 1965 et d'Hourtin en 1967 pour améliorer la sécurité des bateaux. Le bateau a été fabriqué à partir d'une coque de Super Fréhel de l'architecte naval Henri Garreta, fabriquée au chantier naval Amiot. Le pont a été conçu par Roger Labbas, commissaire national marin, et mis au point en collaboration avec Henri Garreta et le chantier naval Amiot.
En 1969, la plupart des groupes marins naviguaient encore sur des canots baleinières récupérés de la Marine. Ces anciens canots étaient jugés dangereux du fait de leur manque de flottabilité et de l'impossibilité de les redresser en cas de chavirage. Ils pouvaient aussi couler à pic. Roger Labbas décide de dessiner un nouveau bateau plus traditionnel et proche en concept des baleinières, mais possédant toutes les sécurités modernes nécessaires.
Cinq exemplaires ont d'abord été construits et mis en test auprès des scouts, et, après avoir obtenu l'agrément de la commission d'étude du secrétariat à la jeunesse et aux sports, Fleur de lys a été présenté et mise en avant dans Le Timon, numéro 43 d'octobre 1969, une revue des chefs marins scouts de France. Des subventions ont aussi été obtenues, permettant de proposer aux groupes scouts le bateau armé au prix de 6 000 frs hors taxes au lieu de 9 972 frs. Ces subventions distribuées par le national étaient réservées pour l'achat de Fleur de Lys afin d'inciter les groupes à le choisir, ceux-ci étant totalement indépendants pour le choix de leurs bateaux.

## Caractéristiques
Le bateau est conçu pour être insubmersible et inchavirable. La coque est fabriquée par le chantier naval Amiot, la mâture et les vergues sont réalisés par le chantier naval Labbé de Saint-Malo, les avirons sont réalisés par le chantier Guinde à Guingan dont le directeur M. Griffard est un ancien scout, les voiles sont fabriquées par la voilerie Rochard dont le directeur, M. Benezech, est également un ancien scout.
La coque est reliée au pont par soudure et brochage de deux lèvres recouvertes d'un liston de protection en caoutchouc.

La construction de la coque est faite en deux parties soudées ultérieurement, avec deux quilles d'échouage juste sous la flottaison.

Un peu en dessous de la flottaison, un anneau d'étrave permet le treuillage sur remorque.

L'étrave comporte un chaumard bien dimensionné et un davier à galet.

La croix scoute ancrée est polymérisée dans le plastique.

### Descriptif
- Longueur : 6,3 m
- Largeur : 2,3 m
- Tirant d'eau : 0,8 m
- Lest : 300 kg
- Poids total : 900 kg
- Deux mâts creux et vergues en pin d'Oregon.
- Six avirons de 3,66 m en acajou
- Bancs en acajou

### Voilure
- Foc : 1,43 m²
- Voile de misaine : 7,43 m²
- Grand-voile : 11,27 m²